# Худашова Олена Анатоліївна
Худашова Олена Анатоліївна (10 липня 1965) — російська баскетболістка.
Учасниця Олімпійських Ігор 1988, 1992, 2000 років.
Олімпійська чемпіонка 1992 року.
Бронзова призерка Олімпійських ігор 1988 року.